# Temple Church

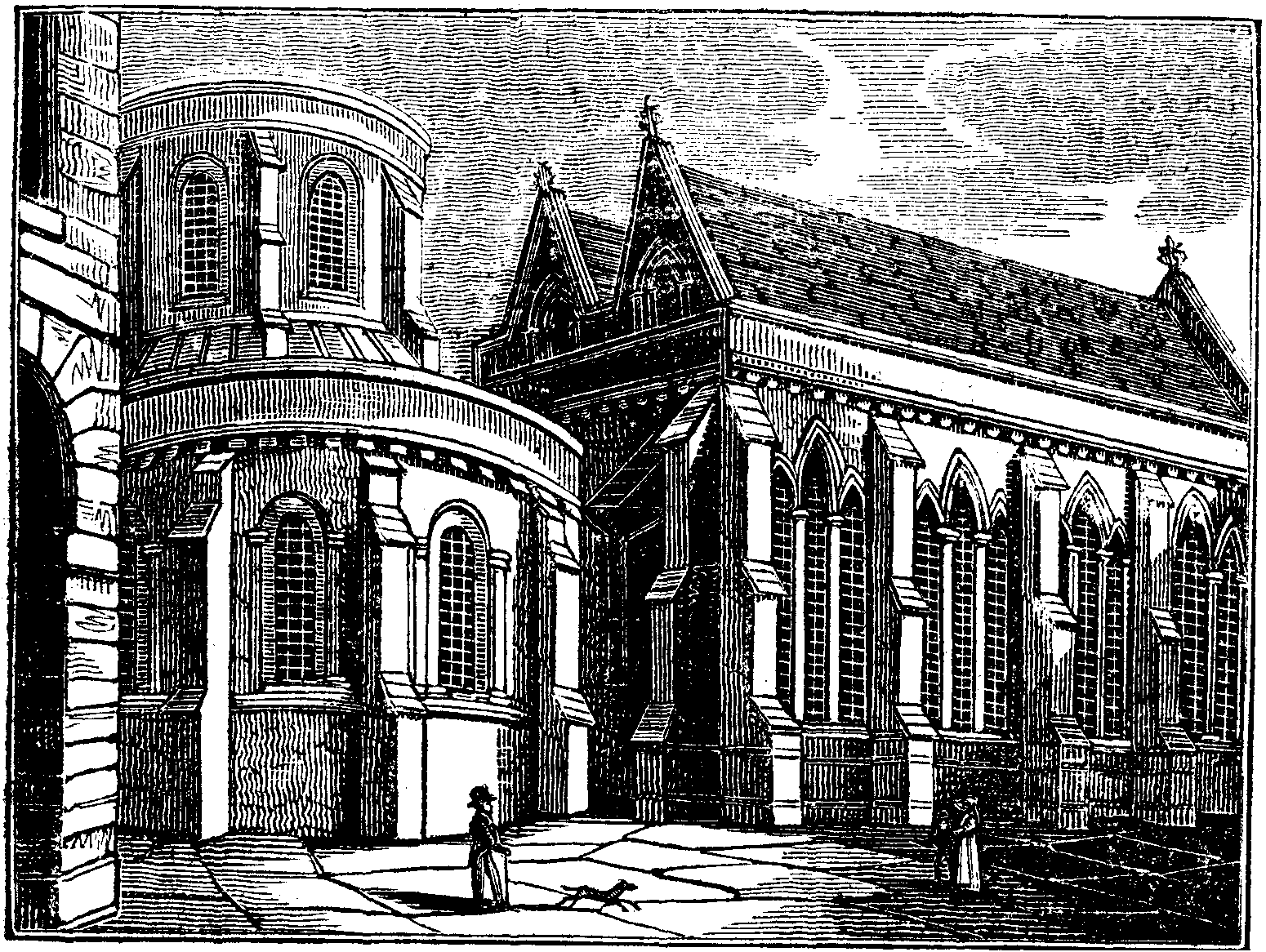
Temple Church, um 1827

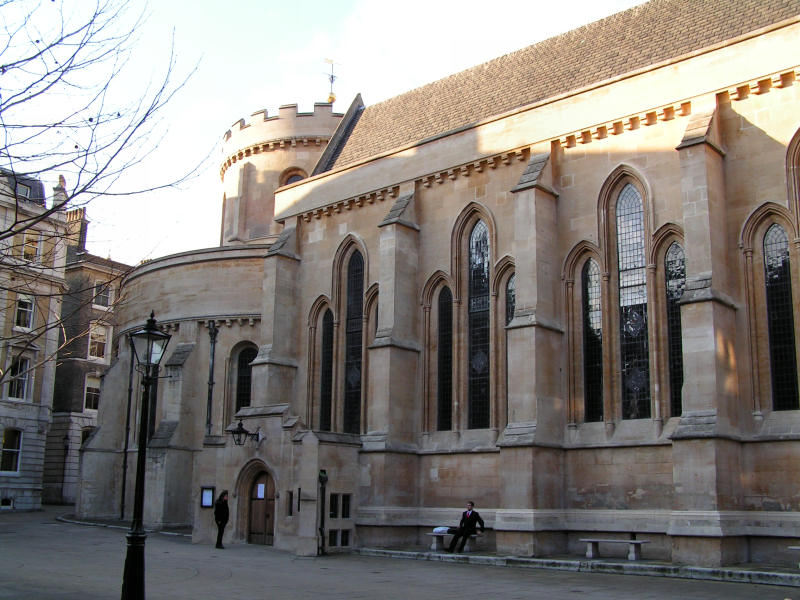
Außenansicht The Chancel

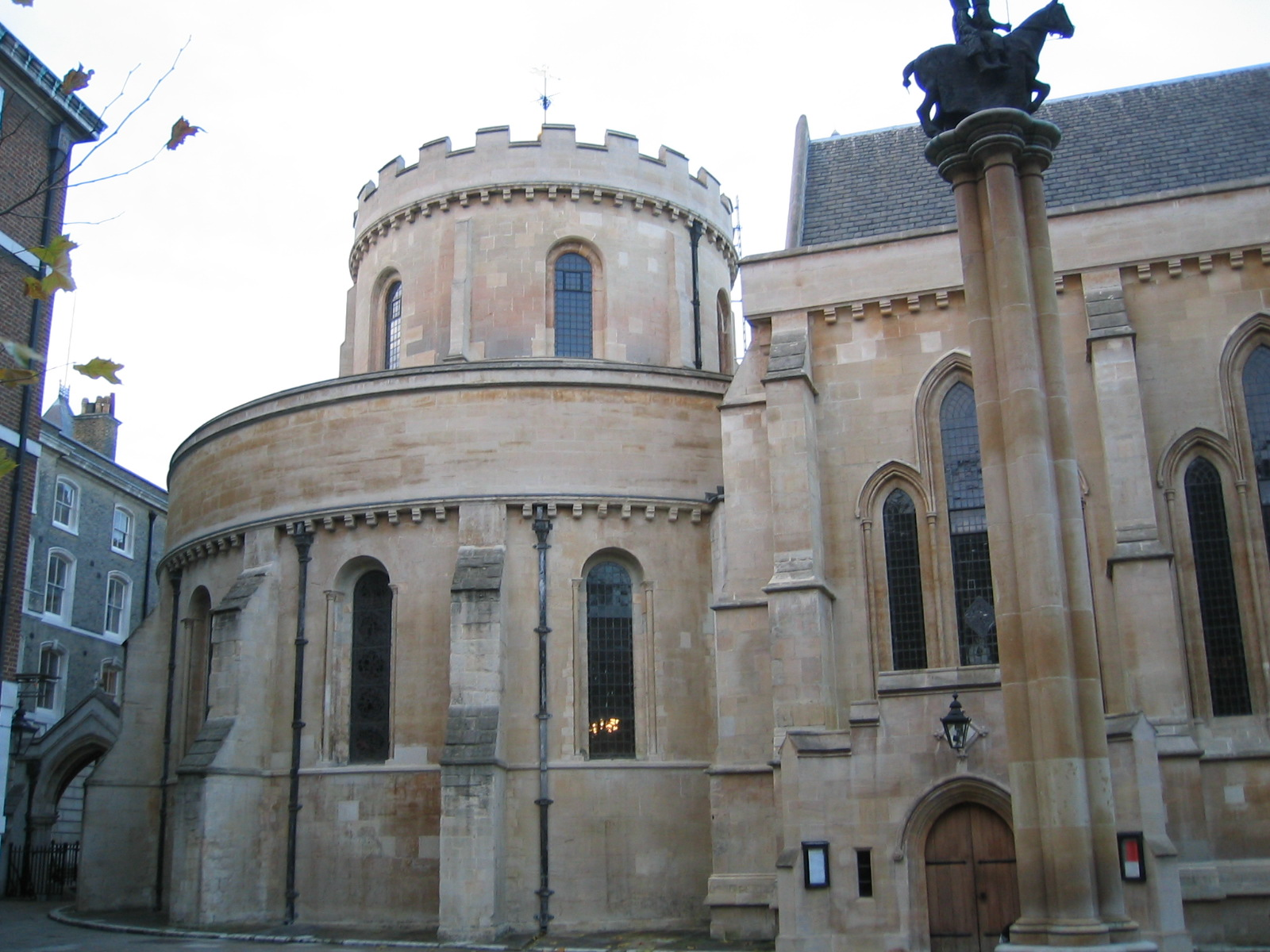
Außenansicht The Round Church

Die Temple Church um 1910

Die Temple Church um 1910

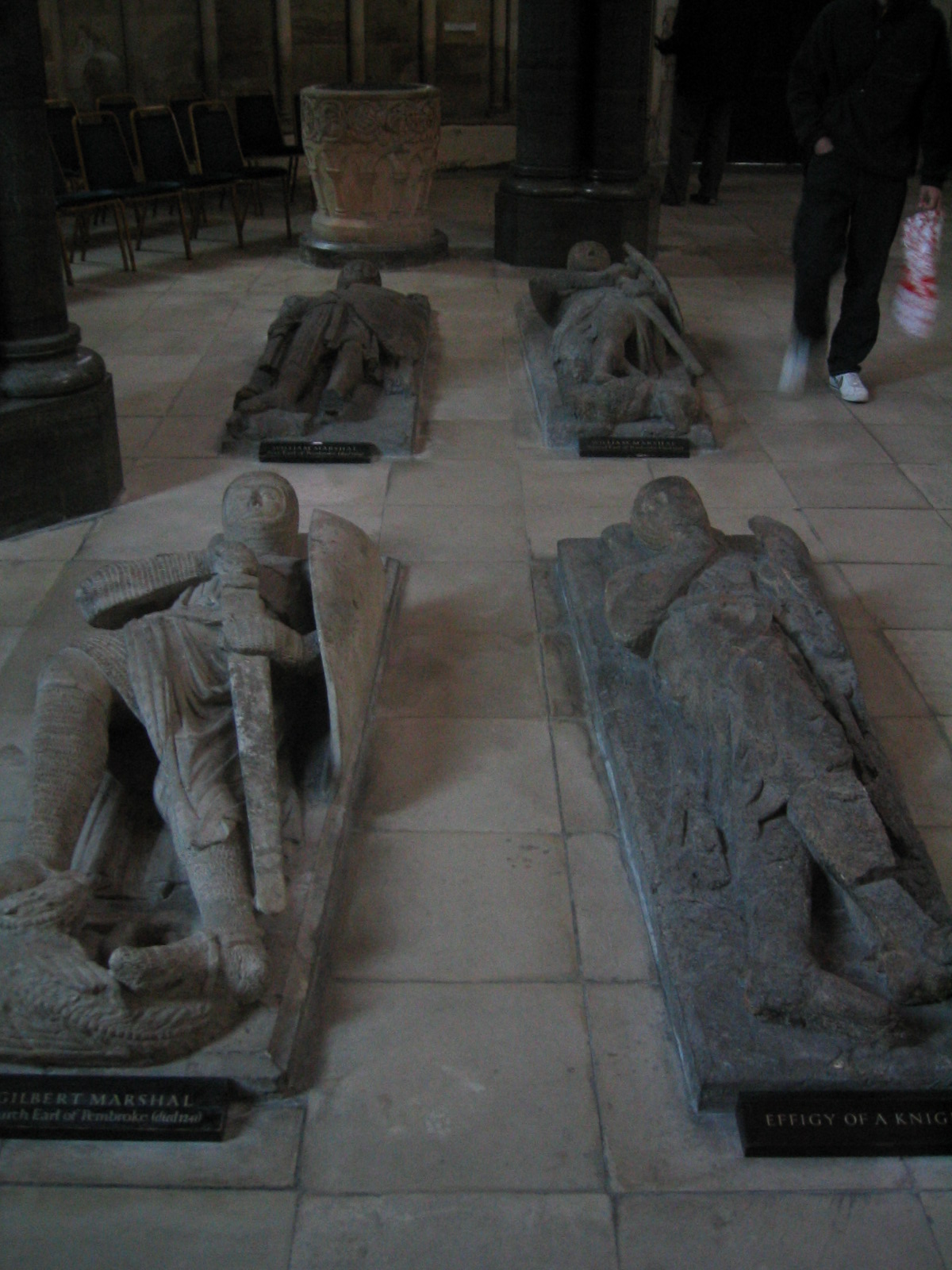
Marmorne Sarkophagplatten von hier bestatteten Templern

Die Temple Church ist eine anglikanische Kirche zwischen der Fleet Street und dem Fluss Themse in London, innerhalb des Gebäudekomplexes des Royal Courts of Justice, einem für Richter, Rechtsanwälte und Notare reservierten Bezirk, spezieller im Bereich Inner Temple des Middle Temple, gelegen. Ursprünglich im 12. Jahrhundert als Hauptkirche der Tempelritter in England erbaut, war sie der Treffpunkt für wichtige Verhandlungen, die schließlich im Jahr 1215 zur Unterzeichnung der Magna Carta führten. Nach den Verfolgungen der Templer im 14. Jahrhundert und der Auflösung des Ordens im Jahre 1320 wurden die Temple Church und die beigefügten Gebäude königliches Eigentum und boten die nächsten sieben Jahrhunderte Platz für zwei Anwaltsschulen. Während des Zweiten Weltkrieges wurde das Gebäude stark beschädigt, nach dem Krieg aber wieder vollständig restauriert.

## Gestaltung und Konstruktion
In der Mitte des 12. Jahrhunderts, vor der Konstruktion der Kirche, trafen sich die Tempelritter in High Holborn in einem Gebäude, welches ursprünglich von Hugo von Payns errichtet wurde. Da der Orden ständig wuchs, wurde der Platz knapp. Deshalb erwarb der Orden 1160 das Grundrecht des heutigen Geländes Middle Temple genannt, um ein größeres Gebäude zu errichten. Zusätzlich zu der Kirche umfasste der Komplex Wohnungen, militärische Trainingseinrichtungen und Freizeiteinrichtungen für die militärischen Brüder und Novizen, welche ohne Erlaubnis des Tempelmeisters nicht in die Stadt durften.
Die Kirche besteht aus zwei separaten Bauabschnitten: dem originalen Kirchenschiff, der sogenannten Round Church, und dem daran anschließenden rechteckigen Abschnitt, der ca. ein halbes Jahrhundert später erbaut wurde, genannt The Chancel.

### The Round Church
Entsprechend den Traditionen des Ordens wurde das Kirchengebäude rund konstruiert, basierend auf der Grabeskirche in Jerusalem. Das Konstrukt misst 16,7 Meter im Durchmesser und ist umgeben von den ältesten freistehenden Säulen aus Purbeck-Marmor. Es ist wahrscheinlich, dass die Wände und die grotesken Köpfe ursprünglich farbig bemalt waren.
Die Kirche wurde am 10. Februar 1185 in einer Zeremonie von Heraclius, dem Patriarchen von Jerusalem, geweiht. Man nimmt an, dass bei der Weihe möglicherweise auch Heinrich II. anwesend war.
Die runde Kirche beherbergt Marmor-Gisante von neun mittelalterlichen Rittern, deren berühmtester William Marshal ist. Im Januar 1215 diente William als Vermittler während eines Treffens im Tempel zwischen König Johann und den Baronen. Diese verlangten, dass Johann die Rechte beibehielt, welche in der Krönungsurkunde seines Vorgängers Richard I. standen. William schwor im Auftrag des Königs, dass die Beschwerden der Barone im Sommer, nebst der Unterzeichnung der Magna Charta im Juni, angesprochen würden. William wurde während der Herrschaft von Johanns Sohn Heinrich III., welcher sich später wünschte, in der Kirche begraben zu werden, zu seinem Regenten.
Bei der Renovierung nach dem Zweiten Weltkrieg wurde festgestellt, dass die Gräber der Templer leer sind. Ob sie jemals als Grabstätte gedient haben und wenn ja, wann die Körper entfernt sein könnten, ist heute nicht mehr feststellbar.

### The Chancel
Infolge des Wunsches von Heinrich III., in der Kirche begraben zu werden, wurde im frühen 13. Jahrhundert der Chor der originalen Kirche abgerissen und durch einen neuen, größeren Anbau ersetzt, The Chancel (Altarraum). Er wurde 1240 am Tag der Auffahrt geweiht. Obwohl Heinrich später seinen Wunsch änderte und in der Westminster Abbey begraben werden wollte, wurde einer seiner Söhne, der bereits im Kindesalter starb, im Altarraum bestattet.
Der Altarraum umfasst ein zentrales Schiff und zwei Seitenschiffe gleicher Breite. Die Höhe des Gewölbes beträgt 11,048 Meter. Während der Bombenangriffe im Zweiten Weltkrieg bekamen die Purebeck-Marmorsäulen des Altarraums Risse. Obwohl sie weiterhin das Gewölbe stützten, wurden sie durch Nachbauten ersetzt. Die originalen Säulen hatten eine leichte Schräge nach außen, eine architektonische Eigenart, welche auch bei den Duplikaten beibehalten wurde.

## Frühe Verwendung durch die Tempelritter
Der Orden war während seiner Existenz sehr mächtig. Der Meister des Tempels saß im Parlament als Primus Baro (erster Baron des Königreichs). Der Komplex wurde regelmäßig als Residenz von Königen und Legaten des Papstes benutzt. Im Tempel wurde auch eine Art Bank eingerichtet. Die Eigenständigkeit und der Reichtum des Ordens in ganz Europa wird von den meisten Historikern als Hauptgrund für dessen Niedergang angesehen.

## Spätere Geschichte
Nach der Zerschlagung des Templerordens 1307 übernahm Eduard II. die Kirche als königlichen Besitz. Später wurde sie dem Johanniterorden übergeben, welcher den Tempel an zwei Anwaltsschulen vermietete. Diese suchten eine Unterkunft in London, um die königlichen Gerichte in Westminster zu besuchen. Die beiden Fachschulen, im Allgemeinen bekannt als die Gasthäuser des Gerichts und sonst als Innerer und Äußerer Tempel bezeichnet, teilten sich die Benutzung der Kirche. In einem weiteren Abkommen 1608 von James I. wurde den beiden Schulen gestattet, den Tempel bis in die Ewigkeit zu benutzen, was sie bis heute tun.
1540 wurde die Kirche erneut königlicher Besitz, als Heinrich VIII. den Johanniterorden in England verbot und dessen Eigentum beschlagnahmen ließ. Heinrich VIII. unterstützte einen Priester für die Kirche, welcher den formalen Titel „Meister des Tempels“ trug. In den Jahren nach 1580 wurde die Kirche Schauplatz der Schlacht von Pulpits, ein theologischer Konflikt zwischen Calvinisten und Anhängern der Kirche von England.
Die Kirche überstand den großen Brand von London 1666 unbeschädigt. Dennoch wurde sie von Christopher Wren umgebaut, welcher umfangreiche Modifikationen der Innenausstattung vornahm, inklusive des Einbaus der ersten Orgel. Die Kirche wurde 1841 erneut renoviert, diesmal von Smirke and Burton, welche die Wände und die Decke in hochgotischem Stil dekorierten. Es war der Versuch, die Kirche zu ihrem ursprünglichen Aussehen zurückzubringen.
Am 10. Mai 1941, während der Luftschlacht um England, wurde das Dach der runden Kirche von einer deutschen Brandbombe getroffen. Das Feuer griff im Wind schnell zu den Kirchenschiffen und der Kapelle über. Die Orgel und die gesamte Holzausstattung der Kirche inklusive der viktorianischen Renovationen wurden zerstört. Während der Renovierungsarbeiten wurde entdeckt, dass die Änderungen von Wren im 17. Jahrhundert erhalten geblieben waren und so originalgetreu ersetzt werden konnten. Die Arbeiten wurden im November 1958 abgeschlossen.

## Heutige Nutzung
Der Tempel wird weiterhin als Kirche genutzt, einschließlich der Kommunion am Sonntagmorgen. Regelmäßig finden Chor- und Orgelkonzerte statt.

## Orgel

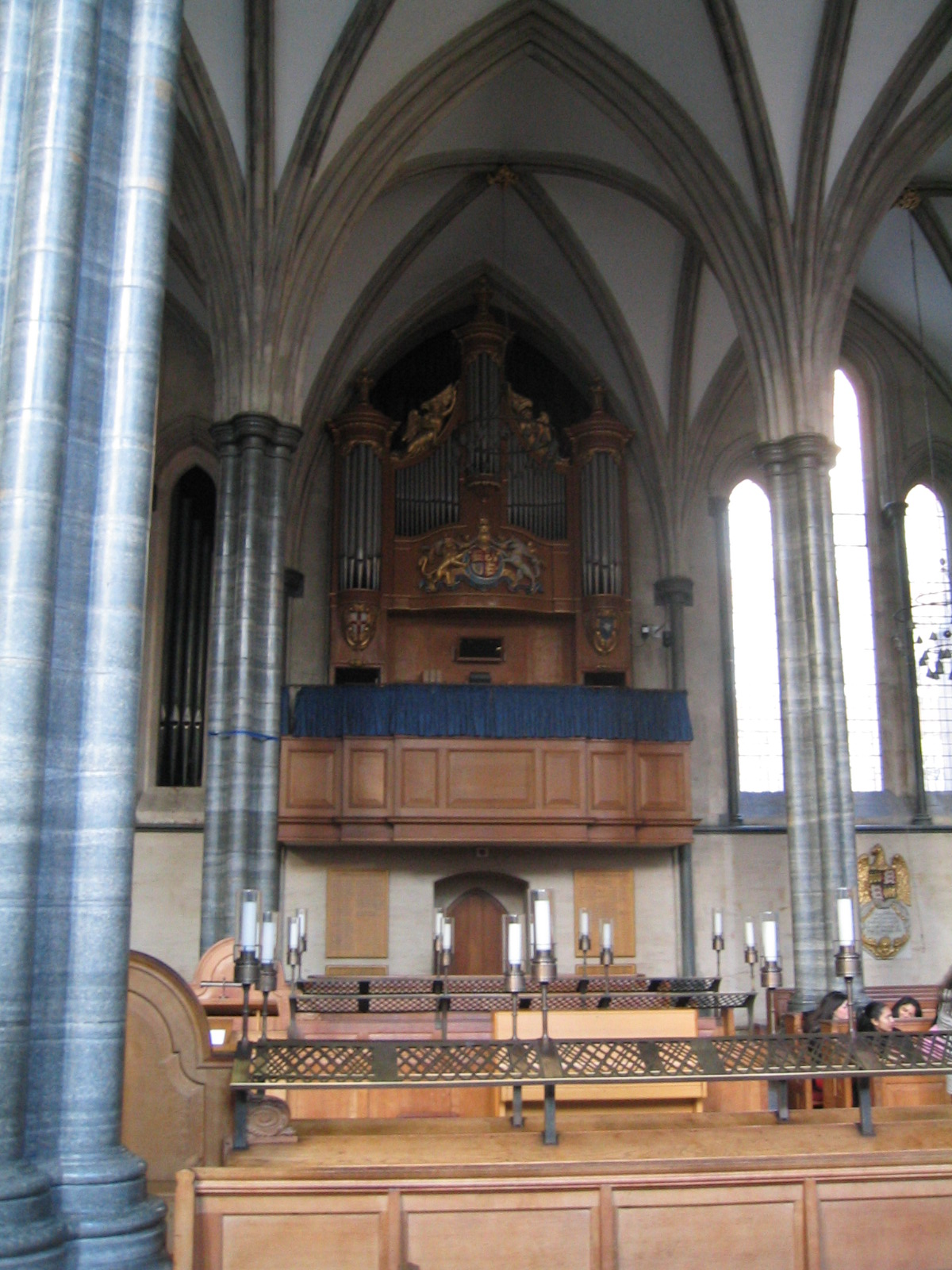
Orgel

Die Orgel wurde 1954 von den Orgelbauern Harrison & Harrison (Durham) in der Temple Church eingebaut. Das Instrument war bereits 1924 erbaut worden und befand sich bis dato im Glen Tanar House, Aboyne, Grampian Mountains. Das Instrument wurde von der Erbauerfirma mehrfach überarbeitet, wobei die ursprüngliche Disposition weitgehend erhalten blieb. 2011–2013 wurde die Orgel zuletzt umfassend restauriert und die Disposition erweitert. Das Instrument hat 66 Register auf vier Manualen und Pedal. Die Spiel- und Registertrakturen sind elektro-pneumatisch.
| I Choir C–c4         |     |
| Contra Dulciana      | 16′ |
| Claribel Flute       | 08′ |
| Lieblich Gedeckt     | 08′ |
| Dulciana             | 08′ |
| Flauto Traverso      | 04′ |
| Salicet              | 04′ |
| Harmonic Piccolo     | 02′ |
| Dulciana Mixture III |     |
| Cor Anglais          | 16′ |
| Clarinet             | 08′ |
| Tuba                 | 08′ |

| II Great C–c4       |        |
| Double Geigen       | 16′    |
| Bourdon             | 16′    |
| Large Open Diapason | 08′    |
| Small Open Diapason | 08′    |
| Geigen              | 08′    |
| Hohl Flute          | 08′    |
| Stopped Diapason    | 08′    |
| Octave              | 04′    |
| Principal           | 04′    |
| Wald Flute          | 04′    |
| Octave Quint        | 02 ⁄3′ |
| Super Octave        | 02′    |
| Fifteenth           | 02′    |
| Mixture II-III      |        |
| Mixture IV          |        |
| Tromba              | 08′    |
| Octave Tromba       | 04′    |

| III Swell C–c4   |     |
| Quintaton        | 16′ |
| Open Diapason    | 08′ |
| Stopped Diapason | 08′ |
| Echo Salicional  | 08′ |
| Vox Angelica     | 08′ |
| Principal        | 04′ |
| Fifteenth        | 02′ |
| Mixture V        |     |
| Oboe             | 08′ |
| Tremulant        |     |
| Double Trumpet   | 16′ |
| Trumpet          | 08′ |
| Clarion          | 04′ |

| IV Solo C-c4              |     |
| Contra Viola              | 16′ |
| Viol d'Orchestre          | 08′ |
| Viole Celeste             | 08′ |
| Harmonic Flute            | 08′ |
| Concert Flute             | 04′ |
| Orchestral Hautboy        | 08′ |
| Tremulant                 |     |
| Double Orchestral Trumpet | 16′ |
| French Horn               | 08′ |
| Tuba                      | 08′ |

| Pedal C–g1         |     |
| Double Open Wood   | 32′ |
| Sub Bourdon        | 32′ |
| Open Wood          | 16′ |
| Open Diapason      | 16′ |
| Geigen             | 16′ |
| Bourdon            | 16′ |
| Dulciana           | 16′ |
| Violone            | 16′ |
| Octave Wood        | 08′ |
| Flute              | 08′ |
| Octave Flute       | 04′ |
| Double Ophicleide  | 32′ |
| Ophicleide         | 16′ |
| Orchestral Trumpet | 16′ |
| Bassoon            | 16′ |
| Posaune            | 08′ |